# ديفيد لاهاي
ديفيد لاهاي هو منتج أفلام وممثل كندي، ولد في 19 أبريل 1966 بمونتريال في كندا.

## وصلات خارجية
- ديفيد لاهاي على موقع IMDb (الإنجليزية)
- ديفيد لاهاي على موقع ألو سيني (الفرنسية)
- ديفيد لاهاي على موقع قاعدة بيانات الفيلم (الإنجليزية)